# Knights Contract
Knights Contract (zナイツコントラクト) est un jeu vidéo de type action-aventure et hack 'n' slash développé par Game Republic et édité par Namco Bandai Games, sorti en 2011 sur PlayStation 3 et Xbox 360.

## Accueil
- GameSpot : 6,5/10[1]
- IGN : 3,5/10[2]